# Igreja de Santo Antão (Ribeirinha)

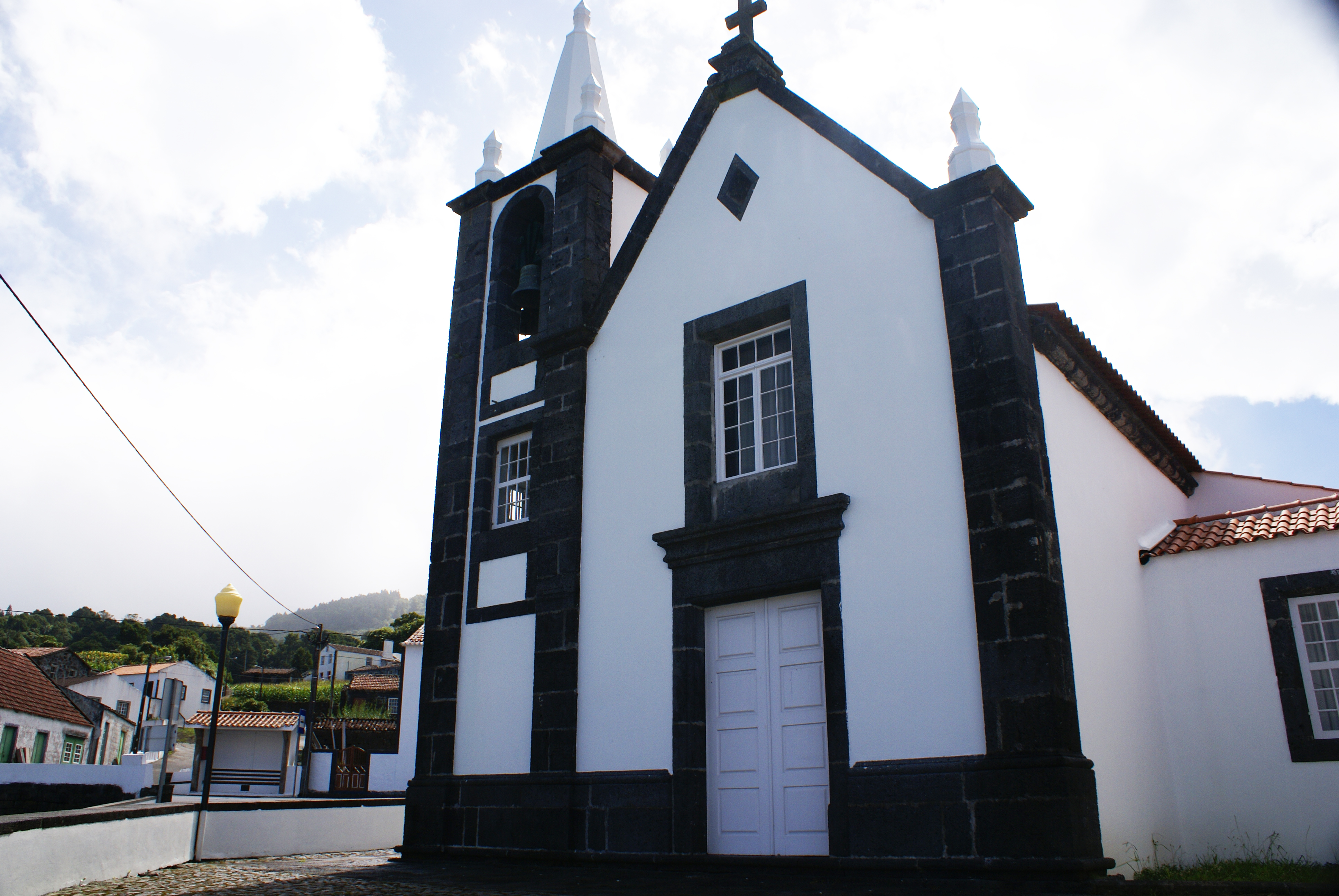
Igreja da Ribeirinha, fachada.

A Igreja de Santo Antão da Ribeirinha é um templo cristão português localizado na freguesia da Ribeirinha, concelho das Lajes do Pico, Ilha do Pico, arquipélago dos Açores.
Esta modesta igreja é um templo antigo  sendo a sua construção considerada anterior a da igreja da Piedade que data de 1756, de que era sufraganea.
Segundo Silveira Machado, esta igreja de Santo Antão já possuía sacrário e um pároco beneficiado no ano de 1871.
De uma só nave e com um só altar cuja talha e muito pobre, esta igreja beneficiou de melhoramentos por iniciativa do Padre Manuel Lourenço de Azevedo, como pequenos nichos, altares, a conclusão da torre e o baptistério.
Muito pequena, só para  o povo  do lugar projectou-se uma igreja maior, mas a pedra que se reuniu foi aplicada na construção do passal.
No altar-mor tem um grande crucifixo com Nosso Senhor dos Aflitos, de muita devoção também conhecido por Senhor das Preces pois nas épocas de estiagem a imagem é levada em procissão até à Piedade.
O povo da Piedade cobiçou o crucifixo querendo-o para a sua igreja, mas a População da Ribeirinha defendeu os seus direitos com argumentos, alguns deles curiosos.
Ainda no altar-mor existe uma Imagem de Santo Antão, objecto de grande festa em 17 de Janeiro, com arrematação de animais oferecidos. Este templo possui ainda, alem de outras imagens, várias alfaias de prata, dispondo também de uma valiosa colecção de paramentos oferecidos pelo Patriarca das Índias D. José Alvernaz, filho da localidade e por José Azevedo da Cunha, da ilha de São Jorge.